# Bethany Hall-Long
Bethany A. Hall-Long (Sussex, 12 de noviembre de 1963) es una política estadounidense del estado de Delaware, que se desempeñó brevemente como la 75.ª gobernadora de Delaware en enero de 2025, siendo la segunda mujer en ocupar el cargo. 
Miembro del Partido Demócrata, Hall-Long se desempeñó anteriormente como vicegobernadora de Delaware de 2017 a 2025, también como miembro en el Senado de Delaware de 2008 a 2016 y en miembro de la Cámara de Representantes de Delaware de 2002 a 2008.
En abril de 2024, anunció su candidatura a gobernadora de Delaware en 2024, pero fue derrotada en las primarias demócratas por Matt Meyer. Asumió el cargo cuando John Carney renunció para convertirse en alcalde de Wilmington y está completando las dos semanas restantes del mandato de Carney.

## Primeros años y carrera
Hall-Long nació el 12 de noviembre de 1963 en el condado de Sussex . Ella es descendiente de David Hall, el decimoquinto gobernador de Delaware. Se crio en una granja con sus dos hermanos mayores y asistió a la Indian River High School. Obtuvo una licenciatura en Enfermería de la Universidad Thomas Jefferson, una maestría en Enfermería de la Universidad Médica de Carolina del Sur y un doctorado en política de salud y administración de enfermería de la Universidad George Mason.

## Teniente gobernador de Delaware
Hall-Long fue elegido vicegobernador de Delaware en 2016 y asumió el cargo el 17 de enero de 2017. Fue reelegida en 2020 frente al republicano Donyale Hall.

## Gobernadora de Delaware
En abril de 2024, Hall-Long anunció su candidatura a gobernadora de Delaware, uniéndose al ejecutivo del condado de New Castle, Matt Meyer, y al exsecretario del Departamento de Recursos Naturales y Control Ambiental de Delaware, Collin O'Mara, en la carrera primaria demócrata. Meyer finalmente ganó las primarias y luego ganó las elecciones generales.

### Mandato
A pesar de haber perdido su candidatura a gobernadora, Hall-Long se convirtió en la 75.ª gobernadora de Delaware el 7 de enero de 2025, cuando el gobernador en ejercicio, John Carney, renunció anticipadamente para convertirse en alcalde de Wilmington. Se espera que cumpla las dos semanas restantes del mandato de Carney antes de ser reemplazada por Meyer.